# Seznam kirgiških pesnikov
Seznam kirgiških pesnikov.

## A
- Barpy Alykulov

## K
- Sajakbaj Karalajev

## M
- Togolok Moldo

## O
- Alikul Osmonov

## S
- Toktogul Satilganov

## T
- Kasim Tinistanov
- Aali Tokombajev